# Anna Gavalda

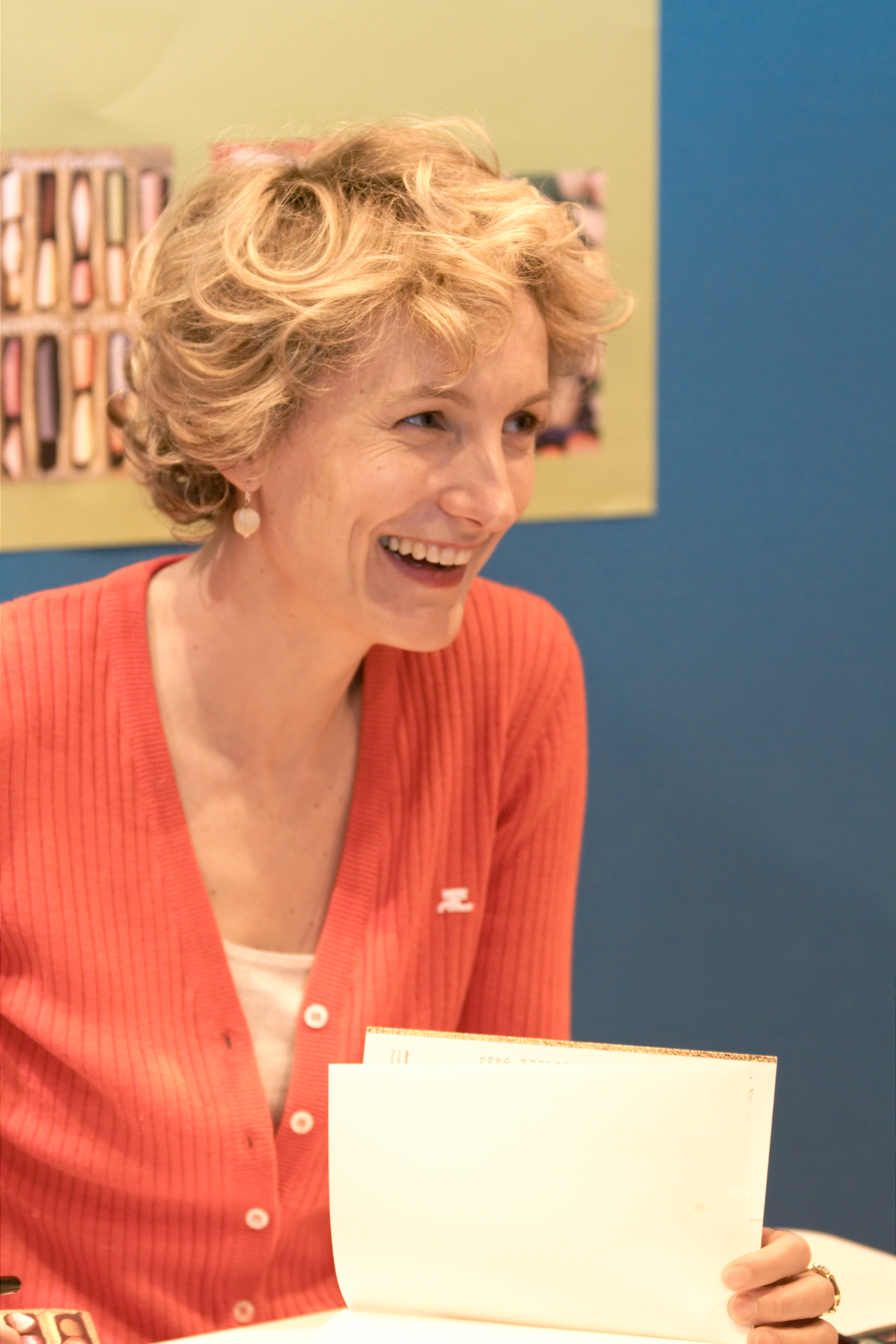
Anna Gavalda 2010

Anna Gavalda (* 9. Dezember 1970 in Boulogne-Billancourt) ist eine französische Schriftstellerin und Journalistin. Die Gesamtauflage ihrer Bücher beträgt allein in Frankreich um die fünf Millionen.

## Leben und Karriere
Anna Gavalda wuchs zusammen mit drei Geschwistern auf dem Lande auf. Sie studierte Literatur in Paris und wurde berühmt mit Erzählungen, die unter dem Titel Ich wünsche mir, dass irgendwo jemand auf mich wartet im Kleinverlag Le Dilettante im 13. Pariser Arrondissement erschienen sind. Nach dem durchschlagenden Erfolg dieser Erzählungen, für die sie im Jahr 2000 den Grand Prix RTL-Lire erhielt, gab die zweifache Mutter ihre Anstellung als Französischlehrerin in einer Privatschule auf.
Ihr erster Roman Ich habe sie geliebt hat einen autobiographischen Bezug: Chloé, die mit ihren beiden Kindern von ihrem Mann verlassen wird, verbringt einige Tage mit ihrem Schwiegervater in dessen Landhaus. Dieser versucht sie zu trösten, indem er ihr von einer eigenen, lange zurückliegenden Liebesbeziehung erzählt. Der Roman wurde 2009 mit Daniel Auteuil verfilmt. Ihr zweiter Roman Zusammen ist man weniger allein wurde in Frankreich ein Bestseller. Er beschreibt das Zusammenleben von vier völlig unterschiedlichen Personen in einem Appartement. Dieser Roman wurde mit Audrey Tautou verfilmt.
Am 11. März 2008 erschien bei „Le Dilettante“ ihr dritter Roman La consolante, der sofort die Bestsellerliste von Amazon France anführte. Zuletzt schrieb Gavalda auf Initiative des französischen Buchclubs France Loisirs zusammen mit anderen Nutzern an dem weltweit angeblich ersten Facebook-Roman.
Anna Gavalda schreibt heute für das Magazin Elle und lebt mit ihren beiden Kindern auf einem Bauernhof in Melun bei Paris. Sie liest keine Zeitung, hört kein Radio und besitzt keinen Fernseher.

## Werke
Kurzgeschichten
- Ich wünsche mir, dass irgendwo jemand auf mich wartet. Erzählungen. (Je voudrais que quelqu’un m’attende quelque part) 2000 ISBN 3-596-15802-8
  - Auszug in: Das Wetter ist schön, das Leben auch. Erzählung. (Clic Clac) 2007 ISBN 3-8363-0059-1
- Ceux qui savent comprendront. 2000
- Nouvelles à chute. Collectif Magnard, 2004
- Ab morgen wird alles anders. (La vie en mieux) Übers. Ina Kronenberger.[3] Hanser, München 2017 ISBN 978-3-44625049-9

Romane
- Ich habe sie geliebt. (Je l’aimais) Übers. Ina Kronenberger. 2003 ISBN 3-446-20268-4
  - Rezension: Kritik der Kritik oder: Übersetzte Literatur als Problem der Kritik. Hans Theo Siepe über die Übersetzung und darüber, mit welchen Mitteln die deutsche Literaturkritik das Buch bewertet. ReLÜ, Rezensionszeitschrift, 1, 2005
- Zusammen ist man weniger allein. (Ensemble, c’est tout) Übers. Ina Kronenberger. 2005 ISBN 3-446-20612-4
- A leurs bons cœurs. (mit Régis Momenteau) Cheminements, 2005
- Alles Glück kommt nie. (La consolante) Übers. Ina Kronenberger. 2008 ISBN 978-3-446-23057-6
- Ein geschenkter Tag. Übers. Ina Kronenberger. 2010 ISBN 978-3-446-23489-5 (L’ échappée belle, 2001; überarb. 2009)
- Nur wer fällt, lernt fliegen. (Billie) Übers. Ina Kronenberger. Hanser, München 2014, ISBN 978-3-446-24595-2

Kinderbücher
- 35 Kilo Hoffnung. Kinder-/Jugendbuch. (35 kilos d’espoir) Illustr. Claas Janssen, Übers. Ursula Schregel. 2005 ISBN 3-8270-5107-X

Übersetzungen
- John Williams: Stoner. Le Dilettante, Paris 2011

## Verfilmungen
- 2007: Zusammen ist man weniger allein
- 2009: Ich habe sie geliebt

## Auszeichnungen und Nominierungen
- 1998 Preis des Schreibwettbewerbs der Stadt Melun
- 1998 Prix Icare d’Issy-les-Moulineaux
- 1998 Prix de la Ville de Saint-Quentin
- 2000 Grand Prix RTL-Lire (Ich wünsche mir, dass irgendwo jemand auf mich wartet)
- 2005 nominiert für den Deutschen Jugendliteraturpreis (35 Kilo Hoffnung)